# 크라스노셀스키구

크라스노셀스키 구의 위치

크라스노셀스키구(러시아어: Красносельский район)는 상트페테르부르크를 구성하는 18개 구 가운데 하나이다.